# Patriotas de Boyacá
Patriotas de Boyacá es un club de baloncesto colombiano con sede en la ciudad de Tunja, que participa en la primera división del Baloncesto Profesional Colombiano. Su sede para los partidos como local es el Coliseo Municipal. En la temporada 2011 ocupó el quinto lugar en la clasificación general.
2018 El regreso
Es de recordar que el equipo Patriotas de Boyacá de Baloncesto hace siete años se encuentra adscrito a la Liga Profesional, pero ante la llegada del grupo ‘Águilas de Tunja’, este tuvo que retirarse por cuestión económica, ya que les era difícil a las entidades deportivas mantener dos equipos. Ahora, el equipo de ‘Águilas’ manifestó que se retiraba por no contar con los recursos necesarios, dándole nuevamente la plaza a Patriotas.